# Протологізм
У лінгвістиці протологізм (англ. protologism, від грец. πρῶτος — «перший» і λόγος — «слово») — щойно використане або вигадане слово, одноразове слово, яке повторювалося, але не отримало визнання за межами його початкових користувачів або публікацій незалежних від авторів. Слово може бути запропонованим, може бути надзвичайно новим (англ. extremely new) або бути встановленим лише в дуже обмеженій групі людей.
Протологізм стає неологізмом, щойно він з’являється в пресі, на веб-сайті чи в книзі, незалежно від автора — хоча, найбільш остаточно, у словнику. Слово, стадія розвитку якого знаходиться між протологізмом (щойно вигаданим) і неологізмом (новим словом), є прелогізмом.

## Опис
Протологізми становлять один із етапів розвитку неологізмів. Протологізм вигадують, щоб заповнити прогалину в мові з надією стати загальноприйнятим словом. Наприклад, коли саме слово протологізм було введено у 2003 році американським теоретиком літератури Михайлом Епштейном, воно було автологічним: приклад того, що воно описує.

## У науці
Було припущено, що протологізми потрібні в наукових галузях, зокрема в науках про життя, де дуже складні взаємодії між частково зрозумілими компонентами створюють явища вищого порядку. Тим не менш, доки недооцінене поняття, про яке йде мова, не буде ретельно досліджено та не доведено, що воно є реальним явищем, малоймовірно, що цей термін буде використаний кимось іншим, окрім його творця, і він набуде статусу неологізму.

## Дивіться також
- Hapax legomenon — слово, що зустрічається лише один раз у певному контексті, наприклад у творах певного автора
- Неологізм
- Оказіоналізм, слово, створене для одного випадку
- Sniglet[en] — жартівливе слово, створене для опису чогось, для якого не існує слова в словнику